# Saint-Maurice-en-Gourgois
Saint-Maurice-en-Gourgois é uma comuna francesa na região administrativa de Auvérnia-Ródano-Alpes, no departamento de Loire. Estende-se por uma área de 31,83 km². Em 2010 a comuna tinha 1 832 habitantes (densidade: 57,6 hab./km²).